# Zeekadetkorps

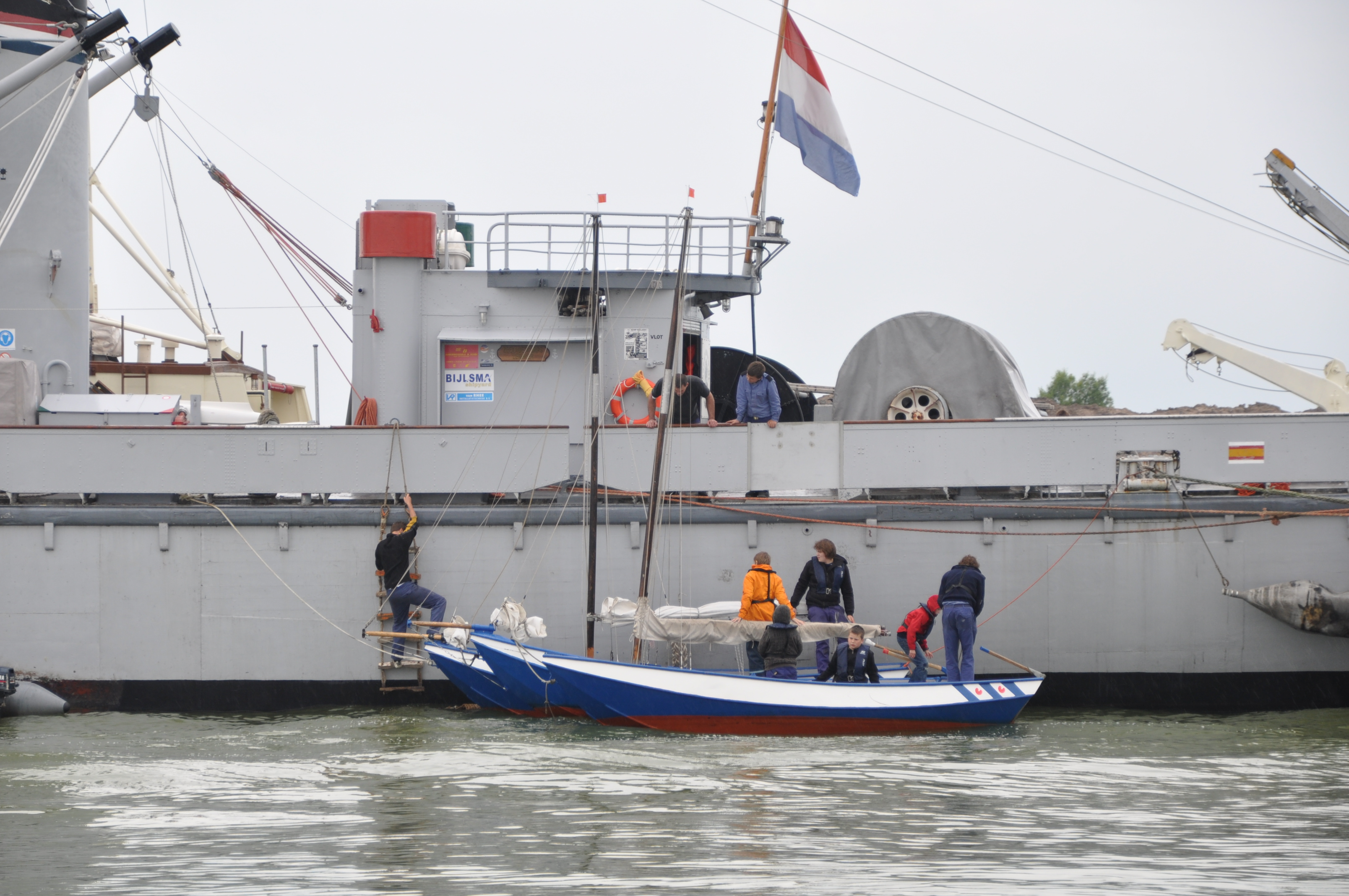
O/S Roermond voor anker voor Lemmer met vletten langszij

Het Zeekadetkorps Nederland is een maritieme jeugdvereniging die als doel heeft de jeugd de weg naar zee te wijzen. In Nederland zijn er verschillende korpsen actief. Bijna elk korps heeft een eigen korpsschip waarmee gevaren wordt. Jongeren krijgen de gelegenheid bekend te geraken met werken op het water. 

## Geschiedenis
Het eerste Zeekadetkorps werd in Nederland kort na de Tweede Wereldoorlog opgericht. Kapitein-luitenant ter zee A. Kroeze, hoofd van de 'Marine Voorlichtingsdienst', en onder andere mr. Van Eijck hebben de aanzet gegeven tot de organisatie. Die is ontstaan naar Brits voorbeeld. Het doel was jongeren te interesseren in een maritieme loopbaan. De slogan van het Zeekadetkorps luidt dan ook 'Wijst de jeugd de weg naar zee'. Op 18 februari 1949 werd te Gouda het eerste korps formeel opgericht. Daarna volgden korpsen in Maassluis (1949), Amsterdam (1950), Schiedam (1951), Arnhem (1951), IJmuiden (1952), Den Haag (1953), Rotterdam (1959) en Den Helder (1962). In 1955 werd besloten de informele samenwerking tussen de korpsen verder te formaliseren en werd de 'Vereniging Zeekadetkorps Nederland' opgericht. Alle lokale stichtingen zijn in deze vereniging vertegenwoordigd. Het jongste korps is in 2022 (her)opgericht in Veere.

#### Opgeheven korpsen
Het ZKK Scheveningen (?-1953), ZKK Zwolle (1950-1953), ZKK Grevelingen (?-?), ZKK Groningen (1956-1969), ZKK Coevorden (1999-2007), ZKK Scheldemond (1974-2009), ZKK Amsterdam (1950-2020) en ZKK IJmond (1952-2023) werden opgeheven wegens gebrek aan geld en animo.

## Dienstvakken
De term "dienstvakken" verwijst naar de volgende taken en bezigheden:
- Algemene onderwerpen (leven aan boord, veiligheid)
- Nautische Dienst (navigeren, manoeuvreren, schilderwerk, onderhoud, et cetera)
- Technische Dienst (onderhoud aan motoren en installaties)
- Logistieke dienst (bevoorrading, administratie, koken)
- Verbindingsdienst (marifonie, vlaggen, seinlampen, internet)

Een zeekadet kiest een van deze dienstvakken en leert daarin zelfstandig te werken, zodat de korpsleden ook zelf met het schip kunnen varen. Er wordt lesgegeven door onderofficieren, officieren en burgerinstructeurs, die zelf vaak als zeekadet begonnen zijn.
Hoewel de korpsen tot op zekere hoogte zijn ingericht naar voorbeeld van de Koninklijke Marine is een Zeekadetkorps geen 'jeugdmarine'. De uniformen lijken wel sterk op die van de marine en de korpsen varen soms met oude marinevaartuigen die bij de Koninklijke Marine overbodig zijn geworden. Er zijn echter ook links met de koopvaardij en met binnenvaart. Een aantal in het binnenland gelegen korpsen vaart met oude binnenvaartschepen.

## Korpsschepen verkregen van de marine
- O/S Sittard (bj: 1955), ZKK Harlingen[1]
- O/S Roermond [bij: 1955] Zkk Lemmer
- O/S Naarden (bj: 1954), ZKK Delfzijl
- O/S Lacomblé (bj: 1961), ZKK Veere (Ex-ZKK Den Helder)
- O/S Ondina (bj: 1952), ZKK Den Helder
- O/S van Versendaal (bj: 1962), ZKK Moerdijk (Ex-ZKK Schiedam)
- O/S Freyr (bj: 1954), ZKK Gouda
- O/S Bulgia (bj: 1954), ZKK Alkmaar
- O/S Pax (bj: 1953), ZKK Arnhem
- O/S Aquarius (bj: 1952), ZKK Waalwijk
- O/S Zeefakkel (bj: 1951), ZKK Hellevoetsluis
- EX-O/S Schuiling (bj: 1962), gesloopt (EX-ZKK Amsterdam)
- EX-O/S Abraham Crijnssen (bj: 1937), Marinemuseum Den Helder (EX-ZKK Den Haag, EX-ZKK Rotterdam)
- EX-O/S Hydrograaf (bj: 1910), Hollands Glorie (EX-ZKK Amsterdam, EX-ZKK Den Helder, EX-ZKK Rotterdam)
- EX-O/S Texelstroom (bj: 1943), onbekend (EX-ZKK Amsterdam)
- EX-O/S Grijpskerk (bj: 1956), onbekend (EX-ZKK Amsterdam)
- EX-O/S Beveland (bj: 1942), onbekend (EX-ZKK Arnhem, EX-"Hymen van Wolferen", EX-ZKK Den Haag)
- EX-O/S Hollands Diep (bj: 1941), onbekend (EX-ZKK Den Helder)
- EX-O/S Belena (bj: 1947), onbekend (EX-ZKK Den Helder)
- EX-O/S Castor (bj: 1912), gesloopt (EX-ZKK Den Helder)
- EX-O/S Oosterschelde (bj: 1943), onbekend (EX-ZKK Gouda)
- EX-O/S Rozenburg (bj: 1943), onbekend (EX-ZKK Groningen)
- EX-O/S Van Moppes (bj: 1961), gesloopt (EX-ZKK Hellevoetsluis)
- EX-O/S Abraham van der Hulst (bj: 1937), onbekend (EX-ZKK Maassluis)
- EX-O/S Jan van Gelder (bj: 1937), gesloopt (EX-ZKK Schiedam)
- EX-O/S Pieter Florisz (bj: 1936), gesloopt (EX-ZKK IJmuiden)
- EX-O/S P861 (bj: 1941), onbekend (EX-ZKK Rotterdam)

## Korpsschepen verkregen van de overheid
- O/S Port of Lelystad (bj: 1968) ZKK Lelystad (Ex-Dijle, Belgische staat)
- O/S Betelgeuze (bj: 1951), ZKK Rotterdam
- O/S Rigel (bj: 1942), ZKK Maassluis
- O/S Zaandam (bj: 1953), ZKK Rotterdam (Ex-ZKK IJmond, Ex-ZKK Scheldemond)
- EX-O/S Willem Beukelsz (bj: 1956), gesloopt (Ex-ZKK IJmond)
- EX-O/S Capella (bj?), gesloopt (EX-ZKK Amsterdam)
- EX-O/S Zeemeeuw (bj?), gesloopt (EX-ZKK Arnhem)
- EX-O/S Lauwerszee (bj?), gesloopt (EX-ZKK Den Haag)
- EX-O/S Vlissingen (bj?), onbekend (EX-ZKK Gouda)
- EX-O/S Spica (bj: 1923), gesloopt (EX-ZKK Schiedam)
- EX-O/S Polaris (bj?), onbekend (EX-ZKK Maassluis)
- EX-O/S Canopus (bj?), gesloopt (EX-ZKK IJmuiden)

## Korpsschepen verkregen van particulieren
- O/S Delfshaven (bj: 1959) ZKK Schiedam (geschonken door STC Rotterdam)
- O/S Noorderkroon (bj: 1959), ZKK Urk (Ex-"Smal Agt II" Stichting Jonas [Rijksinrichting Den Engh].
- O/S Abel Tasman (bj: 1898), ZKK Heerhugowaard (Ex-"Discovery" / Ex-"Margaretha", Ex-ZKK Hellevoetsluis)
- O/S Enterprise (bj: 1921), ZKK Den Haag (Ex-"Scheldemond", Ex-ZKK Scheldemond)
- O/S Assam II (bj: 1934), ZKK Vlaardingen
- EX-O/S Pontresina (bj: 1956), ZKK Schiedam (Ex-ZKK Amsterdam voorheen Ex-ZKK Moerdijk)
- O/S Roermond (bj: 1954), ZKK Lemmer (Ex-ZKK Delfzijl)
- EX-O/S Spica (bj: 1942), gesloopt (EX-ZKK Schiedam, EX-"Lemaire" EX-ZKK Maassluis)
- EX-O/S De Houtman (bj?), onbekend (EX-ZKK Alkmaar)
- EX-O/S Zephyr (bj?), onbekend (EX-ZKK Arnhem)
- EX-O/S Hoop doet leven (bj?), onbekend (EX-ZKK Gouda, EX-"Zeester" EX-ZKK Arnhem, EX-ZKK Den Helder)
- EX-O/S Jan Tempelaars (bj?), onbekend (EX-ZKK Coevorden, EX-ZKK Heerhugowaard)
- EX-O/S Enterprise (bj?), onbekend (EX-ZKK Den haag)
- EX-O/S Enterprise (bj?), onbekend (EX-ZKK Den Haag)
- EX-O/S Schokland (bj?), onbekend (EX-ZKK Gouda)
- EX-O/S 't Heemschip (bj?), onbekend (EX-ZKK Gouda)
- EX-O/S Mr. J.J. Ooyevaar (bj?), onbekend (EX-ZKK Gouda)
- EX-O/S Hoop van Zegen (bj?), onbekend (EX-ZKK Hellevoetsluis)
- EX-O/S Michael (bj?), onbekend (EX-ZKK Waalwijk)